# Shambuko
Pour le district, voir Shambuko (district).
Shambuko est une ville de la région Gash-Barka, en Érythrée.

## Géographie

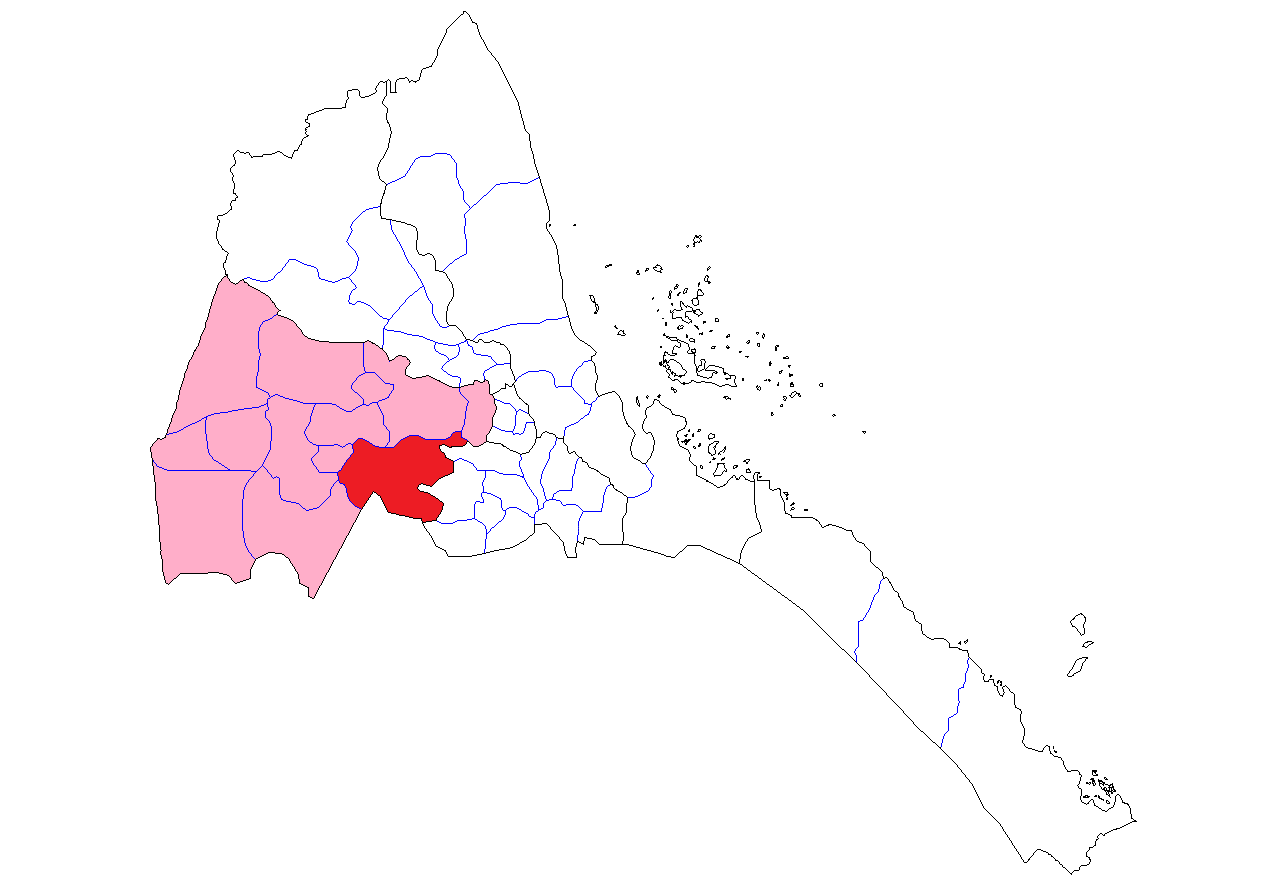
District de Shambuko en Érythrée